# Castellani e Nicolotti

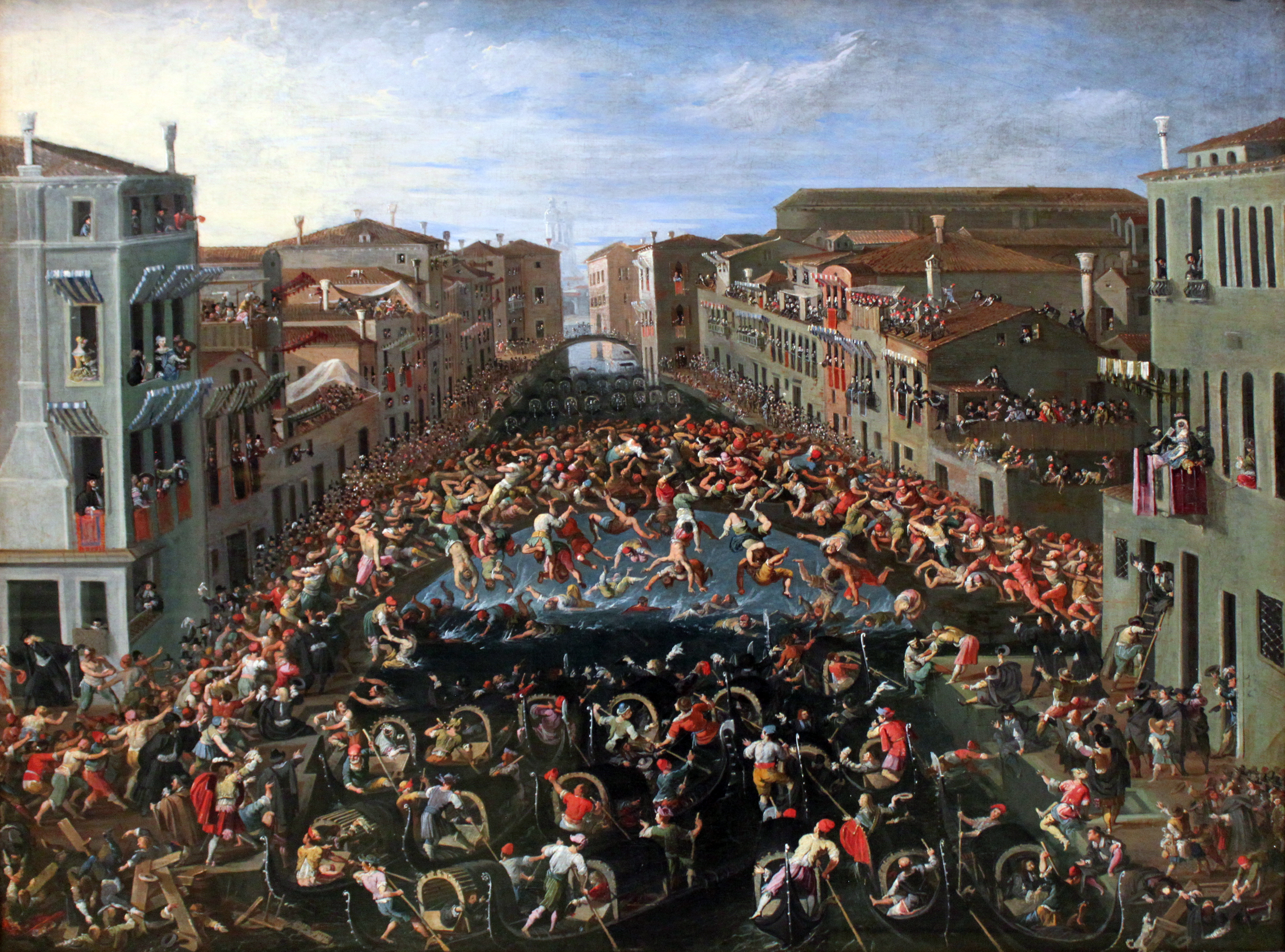
Joseph Heintz il Giovane, Competizione al ponte dei pugni a Venezia, 1673, Germanisches Nationalmuseum, Norimberga

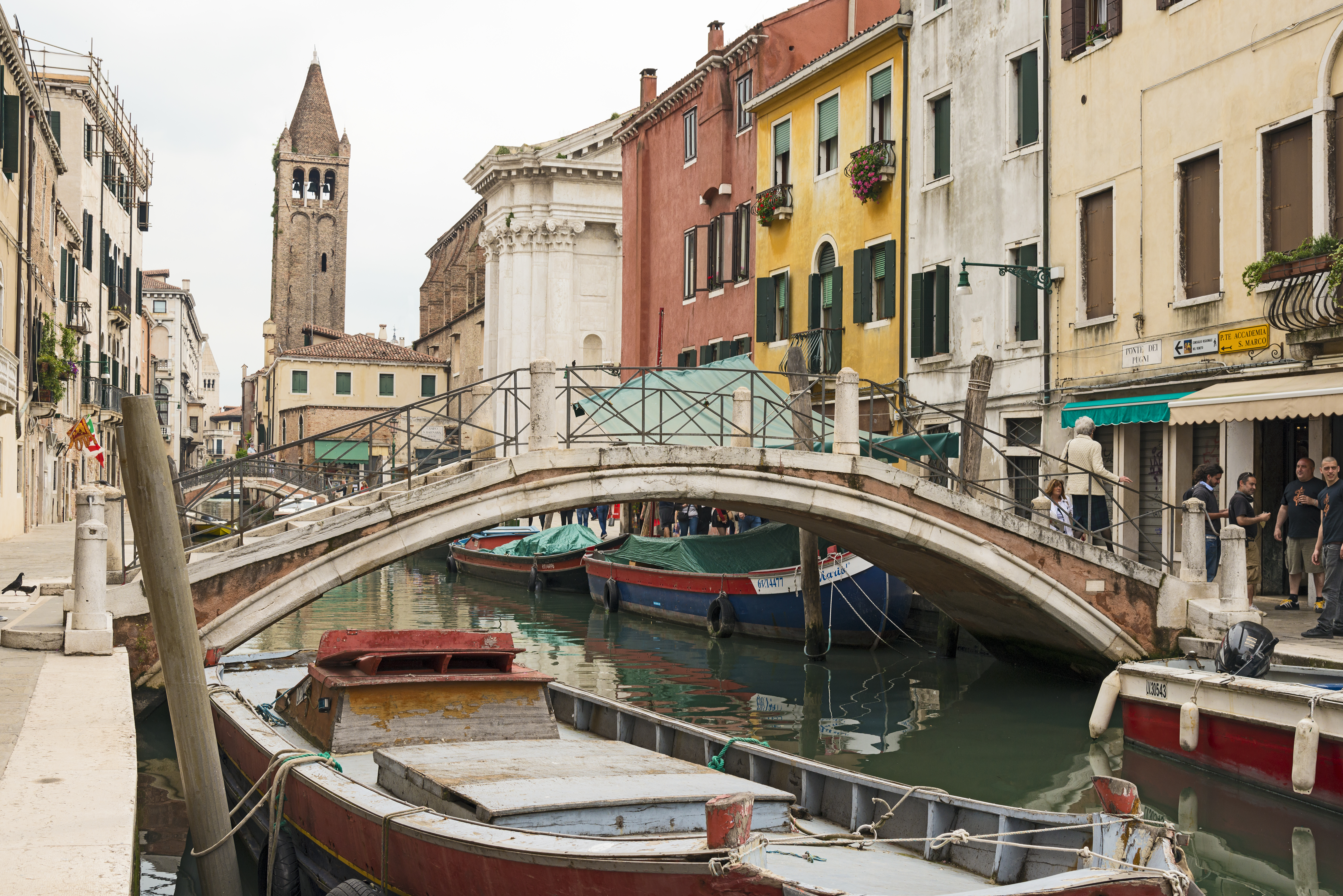
Ponte dei Pugni

I Castellani e i Nicolotti (Castełani e Nicołoti in Lingua veneta) erano le due fazioni in cui si divideva il ceto popolare di Venezia.
Di queste divisioni si ha notizia già al tempo del doge Sebastiano Ziani, quando la cittadinanza era partita tra Castellani (sestieri di Castello, San Marco e Dorsoduro) e Cannaruoli (sestieri di San Polo, Santa Croce e Cannaregio, zone ancora paludose e quindi ricche di canne). Nel 1307 ai Cannaruoli furono assegnate anche cinque contrade di Dorsoduro (San Nicolò dei Mendicoli, Angelo Raffaele, San Basegio, Santa Margherita e San Pantalon), e a questo punto vennero ribattezzati Nicolotti.
I Castellani, quindi, vivevano nella zona orientale della città ed erano perlopiù operai impiegati nell'Arsenale. I Nicolotti, invece, si concentravano nell'estremità opposta e si dedicavano soprattutto alla pesca; avevano il diritto di eleggere un proprio capopopolo detto doge dei Nicolotti.
La conflittualità fra le due parti è spiegata solo da alcune tradizioni, mancando delle testimonianze storiche certe. Una prima la collega con le antiche lotte tra Equiliani ed Eracliani, i cui abitanti si sarebbero trasferiti in questi luoghi. Un'altra ricorda la tragica fine di Ramperto Polo, vescovo di Castello, ucciso dai parrocchiani di San Pantalon per aver imposto una decima al pievano.
Certamente la Serenissima non sfavoriva gli scontri, in modo avere un popolo agguerrito e addestrato alla lotta, o anche per dividere gli abitanti che così sarebbero stati incapaci di organizzare una rivolta generale. Le due fazioni ebbero così il permesso di fronteggiarsi nel combattimento dei pugni (in precedenza si usavano anche canne e bastoni) che si svolgeva presso alcune località come il noto ponte dei Pugni a San Barnaba. Queste lotte furono proibite dopo che, il 30 settembre 1705, uno scontro al ponte dei Pugni finì a sassaiole e accoltellamenti. Da allora Castellani e Nicolotti poterono sfidarsi solo a giochi meno violenti quali le forze d'Ercole (in cui ciascuna squadra doveva realizzare una sorta di piramide umana) e le regate.
Gli scontri continuarono anche dopo la caduta della Repubblica: il 31 maggio 1810 si organizzarono le forze d'Ercole al rio di San Gregorio per festeggiare l'anniversario dell'incoronazione di Napoleone a re d'Italia, ma anche in questo caso il gioco degenerò in un tumulto in cui morirono dieci persone.